# Kalifornisk klöver
Kalifornisk klöver (Trifolium microcephalum) är en ärtväxtart som beskrevs av Frederick Traugott Pursh. Enligt Catalogue of Life ingår Kalifornisk klöver i släktet klövrar och familjen ärtväxter, men enligt Dyntaxa är tillhörigheten istället släktet klövrar och familjen ärtväxter. Arten förekommer tillfälligt i Sverige, men reproducerar sig inte. Inga underarter finns listade i Catalogue of Life.

## Bildgalleri

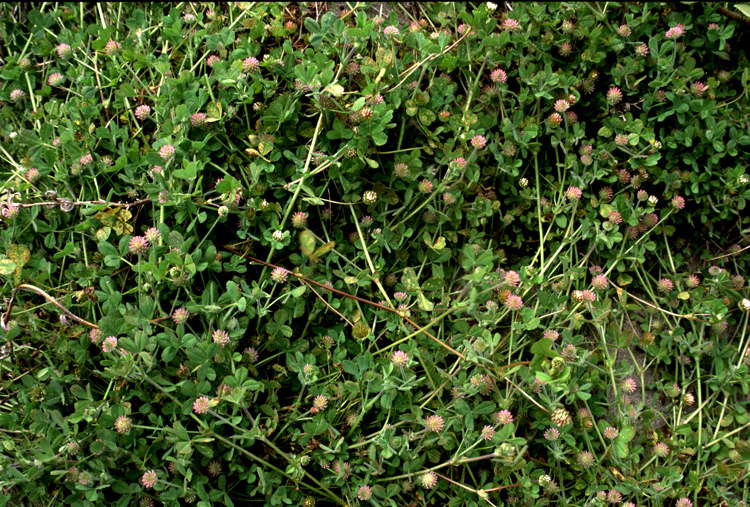
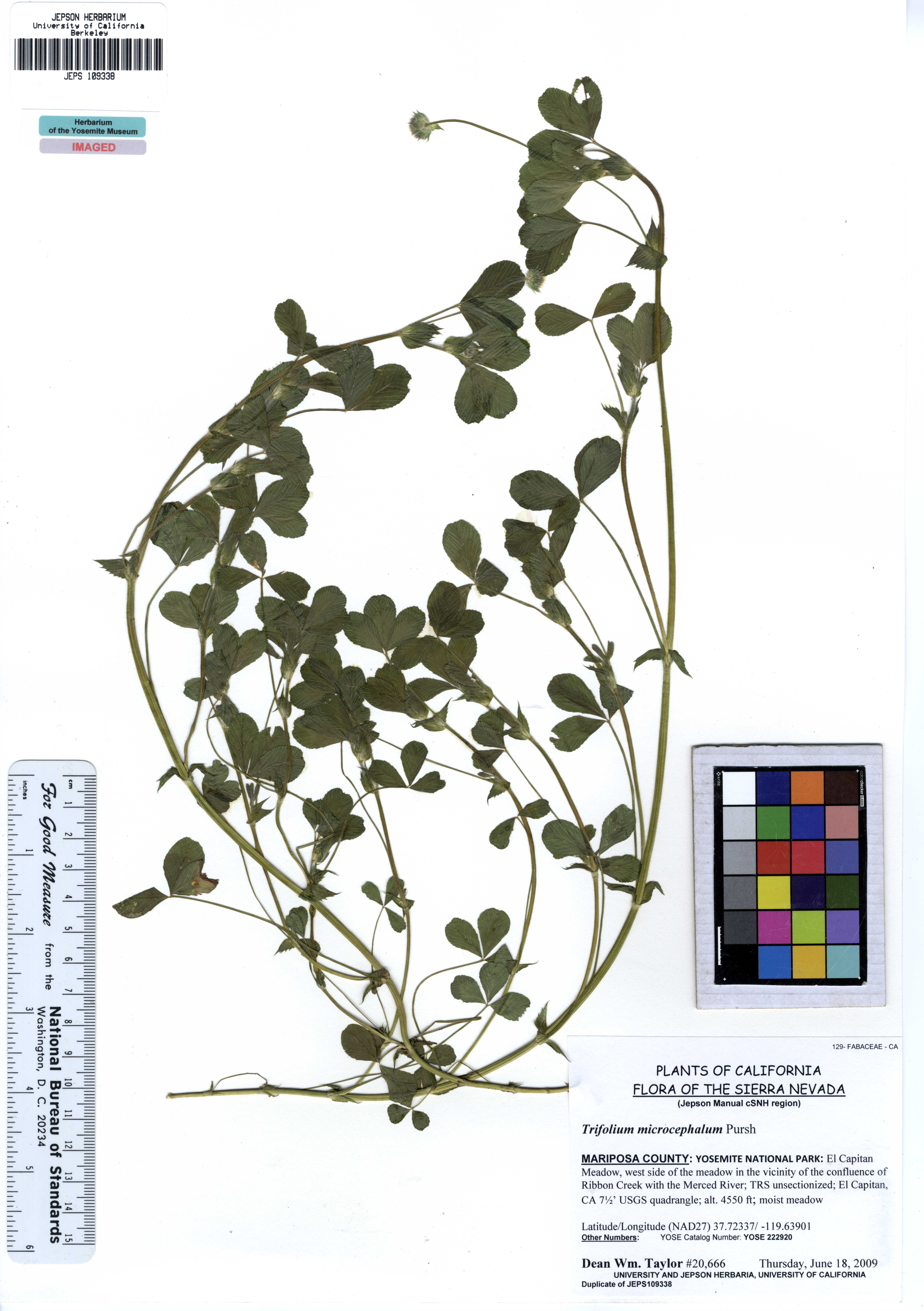